# Curt Lundmark
Curt "Curre" Lundmark, född 9 september 1944 i Byske församling, Sverige, är en svensk tidigare ishockeyspelare och  tränare. Som förbundskapten förde Lundmark Tre Kronor till OS-guld vid Olympiska vinterspelen 1994 i Lillehammer. Dessförinnan hade Lundmark assisterat Conny Evensson när Sverige tog VM-guld i Åbo 1991 och Prag 1992. Med Lundmark som huvudansvarig nådde Sverige som bäst en andraplats i VM-sammanhang, 1995 i Stockholm efter finalförlust mot Finland (1-4). Lundmark avgick efter turneringen och efterträddes av Kent Forsberg.
Lundmark har som klubbtränare ansvarat för Västerås IK, HV 71, finska Jokerit, samt senast Leksands IF.
Under ett par års tid fungerade Lundmark även som SVT Sports expertkommentator, oftast i par med Åsa E. Jönsson eller Staffan Lindeborg.